# A Est suonavano una canzone
A Est suonavano una canzone è un film del 1986 diretto da Jovan Acin.

## Trama
Il film racconta le vicende di un gruppo di 4 ragazzi che da giovani hanno formato una squadra di canottaggio capeggiata da una ragazza di cui sono innamorati. Emigrano a causa della situazione economica, sociale e politica del loro paese nell'Europa dell'ovest per poi ritrovarsi dopo 30 anni.